# Кротошинська сільська рада
Кротошинська сільська рада — орган місцевого самоврядування у Пустомитівському районі Львівської області з адміністративним центром у с. Кротошин. З 2016 року - Кротошинське староство, входить у обєднанану територіальну громаду Давидівської сільської ради.

## Загальні відомості
Історична дата утворення: в 1946 році.
30.04.2017 року відбулися перші вибори старост в Давидівській ОТГ. Давидівська сільська територіальна виборча комісія повідомила про результати виборів, е переможцями виборів стали:
с. Кротошин - староста Дробенко Григорій Олексійович, 10.02.1948 р.н. безпартійний, самовисування. (415 голосів)

## Населені пункти
Сільській раді підпорядковані населені пункти:
- с. Кротошин

## Склад ради
- Сільський голова: Дробенко Григорій Олексійович
- Секретар сільської ради: Шалай Марія Миронівна
- Бухгалтер сільської ради:
- Загальний склад ради: 18

### Керівний склад ради
| ПІБ                           | Основні відомості                                                 | Дата обрання | Дата звільнення |
| ----------------------------- | ----------------------------------------------------------------- | ------------ | --------------- |
| Продан Ярослав Лонгвінович    | Сільський голова, 1967 року народження, освіта, безпартійний      | 26.03.2006   | 31.10.2010      |
| Кузьма Наталія Вікторівна     | Сільський голова, 1976 року народження, освіта вища, позапартійна | 31.10.2010   | 25.10.2015      |
| Дробенко Григорій Олексійович | Староста                                                          |              |                 |

Примітка: таблиця складена за даними джерела

### Депутати
Результати місцевих виборів 2010 року за даними ЦВК:
| № зп | № округу | Прізвище, ім'я, по батькові   | Дата визнання обраним | Відомості про обраного депутата                                                                                         |
| ---- | -------- | ----------------------------- | --------------------- | --- |
| 1    | 1        | Дубневич Оксана Михайлівна    | 06.11.2010            | Освіта середня спеціальна, позапартійна, приватний підприємець                                                          |
| 2    | 2        | Антонишин Леся Богданівна     | 06.11.2010            | Освіта вища, член Всеукраїнського об'єднання «Батьківщина», Міська клінічна лікарня № 8, заступник головного бухгалтера |
| 3    | 3        | Артишко Ярослав Володимирович | 06.11.2010            | Освіта вища, позапартійний, Міська клінічна лікарня № 5, завідувач поліклінічного відділення                            |
| 4    | 4        | Оліярник Роман Вікторович     | 06.11.2010            | Освіта середня спеціальна, позапартійний, тимчасово не працює                                                           |
| 5    | 5        | Ременець Михайло Васильович   | 06.11.2010            | Освіта вища, позапартійний, тимчасово не працює                                                                         |
| 6    | 6        | Кінах Степан Петрович         | 06.11.2010            | Освіта середня спеціальна, позапартійний, П. П. Екосвіт, водій                                                          |
| 7    | 7        | Карп Даніна Петрівна          | 06.11.2010            | Освіта середня спеціальна, позапартійна, П. П. Карп, директор                                                           |
| 8    | 8        | Маланчук Андрій Ярославович   | 06.11.2010            | Освіта середня спеціальна, позапартійний, тимчасово не працює                                                           |
| 9    | 9        | Кузьмак Богдан Дмитрович      | 06.11.2010            | Освіта середня спеціальна, позапартійний, тимчасово не працює                                                           |
| 10   | 10       | Добровний Юрій Михайлович     | 06.11.2010            | Освіта середня спеціальна, позапартійний, художник                                                                      |
| 11   | 11       | Добко Володимир Степанович    | 06.11.2010            | Освіта середня спеціальна, позапартійний, П. П. Добко, директор                                                         |
| 12   | 12       | Шалай Оксана Іванівна         | 06.11.2010            | Освіта середня спеціальна, позапартійна, Звенигородська дитяча музична школа, викладач по класу бандури                 |
| 13   | 13       | Карп Ігор Костянтинович       | 06.11.2010            | Освіта середня спеціальна, позапартійний, пенсіонер                                                                     |
| 14   | 14       | Макаришин Наталія Василівна   | 06.11.2010            | Освіта вища, позапартійна, тимчасово не працює                                                                          |
| 15   | 15       | Шалай Марія Миронівна         | 06.11.2010            | Освіта середня спеціальна, позапартійна, Кротошинська сільська рада, секретар                                           |
| 16   | 16       | Чухань Андрій Михайлович      | 06.11.2010            | Освіта середня спеціальна, позапартійний, ТзОВ Пронем, завідувач складу                                                 |
| 17   | 17       | Пиндзин Василь Іванович       | 06.11.2010            | Освіта вища, позапартійний, підполковник у відставці                                                                    |
| 18   | 18       | Боднар Василь Зеновійович     | 06.11.2010            | Освіта середня спеціальна, позапартійний, тимчасово не працює                                                           |